# Mogwai
Mogwai är en brittisk musikgrupp från Glasgow, Skottland som spelar i genren postrock.

## Bakgrund
Bandet bildades 1996 av vännerna Stuart Braithwaite, Dominic Aitchison och Martin Bulloch. Senare samma år tillkom John Cummings i bandet. Under inspelningen av debutalbumet Young Team tillkom också Brendan O'Hare från Teenage Fanclub. Han slutade strax efter inspelningen för att satsa på Macrocosmica.
Mogwai är influerade av band som Joy Division, Jesus & Mary Chain, The Cure, Pixies, My Bloody Valentine och Slint och framför allt Arab Strap. Deras låtar är ofta långa, instrumentala stycken med stora dynamiska kontraster, ofta baserade runt en melodisk gitarr- eller basslinga. De använder sig mycket av gitarrer med olika effekter. Deras liveframträdanden är ofta våldsamt högljudda och brukar sluta i totalt rundgångskaos.
De har givit ut skivor på skivbolaget Chemikal Underground, också det från Glasgow.
2012 skrev de soundtracket till den franska TV-serien Gengångare. Musiken gavs ut 25 februari 2013 på albumet Les Revenants.

## Diskografi
- 1997 – Ten Rapid (Collected Recordings 1996–1997) (samling)
- 1997 – Young Team
- 1998 – Kicking a Dead Pig: Mogwai Songs Remixed (remixer)
- 1999 – Come on Die Young
- 2000 – EP+6 (samling)
- 2001 – Rock Action
- 2003 – Happy Songs for Happy People
- 2005 – Government Commissions: BBC Sessions 1996–2003 (samling)
- 2006 – Mr. Beast
- 2006 – Zidane: A 21st Century Portrait (soundtrack)
- 2008 – The Hawk Is Howling
- 2011 – Hardcore Will Never Die, But You Will
- 2013 – Les Revenants
- 2014 – RAVE TAPES
- 2016 – Atomic
- 2017 – Every country's sun
- 2018 – KIN (soundtrack)
- 2021 – As the Love Continues
- 2025 – The Bad Fire

## Bandmedlemmar
- Stuart Braithwaite – gitarr och sång
- Dominic Aitchison – bas
- Martin Bulloch – trummor
- John Cummings – gitarr
- Barry Burns – keyboard, tvärflöjt, gitarr, m.m.